# Cosmisoma compsoceroides
Cosmisoma compsoceroides är en skalbaggsart som beskrevs av Pierre Émile Gounelle 1911. Cosmisoma compsoceroides ingår i släktet Cosmisoma och familjen långhorningar. Inga underarter finns listade i Catalogue of Life.